# Кирчешти (Васлуј)
Кирчешти (рум. Chircești) насеље је у Румунији у округу Васлуј у општини Миклешти. Oпштина се налази на надморској висини од 297 m.

## Становништво
Према подацима из 2002. године у насељу је живело 1421 становника, од којих су сви румунске националности.